# Carlo Vercellone
 (juin 2023).
Si vous disposez d'ouvrages ou d'articles de référence ou si vous connaissez des sites web de qualité traitant du thème abordé ici, merci de compléter l'article en donnant les références utiles à sa vérifiabilité et en les liant à la section « Notes et références ».
 (juin 2023).
 (août 2023).
- Si vous ne connaissez pas le sujet, laissez ce bandeau (vous pouvez alors contacter les auteurs).
- Si vous supprimez le contenu mis en cause (vous pouvez préalablement contacter les auteurs),

argumentez précisément cette suppression dans la page de discussion
(un manque de référence n'est pas un argument ; une recherche réelle de référence doit avoir été effectuée, être formellement documentée).
Carlo Vercellone, né à Sordevolo dans le province de Biella le 10 janvier 1814 et mort le 29 janvier 1869 dans le couvent de Saint-Charles à Rome, est un barnabite et philologue italien. Il était procureur général de sa congrégation et consulteur des SS. congrégations de I'Index et de la Propagande pour les affaires de I'Orient. Il faisait également partie d'une des commissions spéciales appelées à préparer les travaux du premier concile œcuménique du Vatican.

## Œuvres
Le principal mérite scientifique da P. Vercellone consiste dans ses travaux sur les Saintes Écritures. Son œuvre principale est sa collection des Variantes de la Vulgate. Il fut convié cette entreprise par suite de la découverte d'un exemplaire de la Vulgate, qui contenait des notes marginales de la fin du XVIe siècle ; on reconnut bientôt que ces notes étaient l'autographe des correcteurs qui, du temps de Sixte V, travaillaient sous la présidence du cardinal Antonio Carafa. Ce document, trouvé dans la bibliothèque des Barnabites par le P. Luigi Maria Ungarelli, fut édité d'abord en 1837 dans un recueil scientifique, publié à Rome sous la direction d'Antonio Saverio De Luca. D'autres manuscrits des correcteurs furent retrouvés plus tard dans les bibliothèques de Rome. Tous ces documents sont mis en œuvre dans l'ouvrage du P. Vercellone ; il a utilisé également l'édition de Sixte V, les notes de Angelo Rocca et de Francisco de Toledo, une trentaine de manuscrits anciens de la Vulgate, un grand nombre d'anciennes éditions imprimées, les livres liturgiques, le texte hébreu et les versions anciennes, comme la Septante, l'Itala, enfin d'après la polyglotte de Walton, les versions syriaque, samaritaine, arabe, persane, ainsi que le Targoum Onkelos, du pseudo-Jonathan et de Jérusalem.
Vercellone prit part aussi à la publication en fac-similé du Codex Vaticanus. Le nom de Vercellone reste attaché à l'histoire de ce manuscrit de la Bible grecque, contemporain du règne de l'empereur Constantin. Ce manuscrit vanté comme un trésor précieux, fut imprimé d'abord en cinq volumes in-4° par le cardinal Mai ; cette édition se publia en 1857, trois ans après la mort du cardinal, par les soins et avec quelques rectifications ultérieures du P. Vercellone. En 1859 parut la petite édition, ne renfermant que le Nouveau Testament. Ces deux éditions, malgré le long labeur qu'elles avaient coûté à Angelo Mai, n'étaient point parfaites ; toutefois elles ne méritaient pas les reproches passionnés qui leur furent adressés par quelques savants à l'époque de leur apparition. Aussi le Nouveau Testament surtout obtint l'estime générale, et fut réimprimé à Londres, à Leipzig, à Leyde, à Hambourg et à Berlin.
Néanmoins, il est juste d'en convenir, il fallait autre chose pour satisfaire au vœu légitime des savants. Constantin von Tischendorf avait donné naguère, grâce à la munificence du Czar de Russie Alexandre II, la reproduction minutieuse et fidele du Codex Sinaiticus, et l'on désirait à bon droit une impression analogue du Codex Vaticanus. Ce vœu fut compris par Pie IX. Le souverain pontife chargea le P. Vercellone de diriger l'exécution du fac-similé, et il lui adjoignit le P. Cozza-Luzi, religieux basilien de Grottaferrata, déjà fort avantageusement connu par la publication de plusieurs documents grecs inédits. Un premier volume, contenant des parties du nouveau Testament, a paru en juillet 1868, et le second fut publiée en 1870, un an après la mort du barnabite. Dans ce magnifique travail on peut donc revendiquer pour le P. Vercellone une large part d'initiative et d'exécution.